# Albin Pelak
Albin Pelak, bosansko-hercegovski nogometaš, * 9. april 1981.
Za bosansko-hercegovsko reprezentanco je odigral dve uradni tekmi.